# Kings Langley
Kings Langley è un paese di 5 072 abitanti della contea dell'Hertfordshire, in Inghilterra.